# Indian Olympic Association
Die Indian Olympic Association, abgekürzt IOA, (auf Hindi भारतीय ओलम्पिक संघ) ist das Nationale Olympische Komitee Indiens.
Die IOA ist die verantwortliche Institution zur Auswahl von Sportlern, die Indien bei Olympischen Spielen, den Asienspielen und anderen internationalen Sportveranstaltungen repräsentieren. Sie fungiert auch als die Indian Commonwealth Games Association zur Auswahl von Sportlern, die Indien bei den Commonwealth Games repräsentieren.

## Präsidenten
- Sir Dorabji Tata (1927–1928)
- Bhupinder Singh (1928–1938)
- Yadavindra Singh (1938–1960)
- Bhalindra Singh (1960–1975)
- Om Prakash Mehra (1976–1980)
- Bhalindra Singh (1980–1984)
- Vidya Charan Shukla (1984–1987)
- Sivanthi Adithan (1987–1996)
- Suresh Kalmadi (1996–2012)
- Vijay Kumar Malhotra (2012)
- Suresh Kalmadi (2012)
- Abhay Singh Chautala (2012–2014)
- N. Ramachandran (2014–2017)
- Narinder Batra (seit 14. Dezember 2017)[1]